# Руллур
Руллу́р (фр. Roullours) — коммуна во Франции, находится в регионе Нижняя Нормандия. Департамент коммуны — Кальвадос. Входит в состав кантона Вир. Округ коммуны — Вир.
Код INSEE коммуны — 14545.

## Население
Население коммуны на 2010 год составляло 871 человек.
| 1962 | 1968 | 1975 | 1982 | 1990 | 1999 | 2010 |
| ---- | ---- | ---- | ---- | ---- | ---- | ---- |
| 545  | 502  | 520  | 555  | 674  | 769  | 871  |

## Экономика
В 2010 году среди 578 человек трудоспособного возраста (15—64 лет) 451 были экономически активными, 127 — неактивными (показатель активности — 78,0 %, в 1999 году было 74,0 %). Из 451 активных жителей работали 431 человек (226 мужчин и 205 женщин), безработных было 20 (8 мужчин и 12 женщин). Среди 127 неактивных 47 человек были учениками или студентами, 61 — пенсионерами, 19 были неактивными по другим причинам.